# Ameca splendens
Ameca splendens — вид живонароджених променеперих риб родини Goodeidae, єдиний в роді Ameca. У природі була поширена в басейнах гірських річок на території Мексики (річки Ріо-Амека, річки Ріо-Теу-Хітлан та ін.), але в 1996 році їй було присвоєно статус вимерлої у природі.

## Опис
Ameca splendens має високе, стисле з боків тіло. Вона дуже рухлива. Самки більші, 10-12 см, сріблястого кольору з чорними цятками по всьому тілу. Самці дрібніші, 6-8 см, із дзеркально-блискучими лусочками, хвостовий плавець самця облямований чорно-жовтим кантом. У ранкові години по всьому тілу риб, від очей до хвостового плавника, проявляється чорна смуга, яка при яскравому освітленні зникає або стає ледве помітною.
Орган спарювання у самців (псевдофалус) розвинувся в результаті перетворення передньої частини анального плавника, в той же час задня частина плавника залишилася без змін. Внутрішньоутробне харчування і газовий обмін у ембріонів здійснюється за рахунок своєрідних плацентарних ниток — трофотеній, з'єднаних ворсинками зі слизовою оболонкою яєчників. У новонароджених риб трофотенії видно якийсь час, але потім вони зникають.